# 台灣樸素藝術
台灣樸素藝術，由媒體發掘吳李玉哥发起，到1970年代洪通經由大量媒體的宣傳，樸素藝術才逐漸擴展開來。1976年台北美國新聞處和藝術家雜誌合辦洪通作品展。在民間學者和大眾傳播的推動下，使台灣樸素藝術在1970年代有可觀的發展。

## 台灣素人畫
台灣較為著名的素人藝術家，包括了60年代時被稱為台灣摩西婆婆的吳李玉哥、台南南鯤鯓的洪通、南投埔里的林淵，以及以描繪淡水著名的李永沱、陳月里、張李富、周邱英薇、陳榮仁、王業等。

### 台灣樸素藝術家

#### 吳李玉哥（1901年－1991年）、洪通（1920年－1987年）、林淵（1913年－1991年）
以其獨特的圖像語彙，渾然天成的變幻色彩及玄秘巧妙的繁複構圖，捏畫、雕琢出動人無邪的作品。吳李玉哥的畫中，滿載著刺繡圖案的變貌以及她記憶中的福建家鄉生活。

#### 陳正瑞（1957年－）
阿美族原住民，作品多從其先民文化中汲取養分後加以創新。

#### 周阿本（1917年－）、潘源田（1963年－）
周阿本的巖土雕像及潘源田的木刻作品，具有原始藝術樸拙粗獷的風格。

#### 陳月裡（1926年－）、劉秀美（1951年－）
是一對母女，主要以其人生經驗的悲喜作為創作題材，如描寫街巷的嘈雜、或童年的記憶…。

#### 王業（1934年－）
充滿台灣民間工藝色彩的魔幻作品，具有純熟的技巧及獨特的敘述風格。

#### 張李富（1905年－）、連紀隨（1907年－）、蔡月昭（1910年－）、周邱英薇（1919年－）、余長進（1934年－）、李清雲（1937年－）、黃票生（1913年－1994年）
多以常民生活及民俗風情為題材，真實而誠懇地記錄了台灣常民圖像。

#### 李永沱（1905年－）
日本大學機械工學學位，雖未經正式美術訓練，其作品之構圖、用色已達到專業平。